# Meigenia convicta
Meigenia convicta là một loài ruồi trong họ Tachinidae.